# Lothar Matthäus - Die Interaktive Fußballsimulation
Lothar Matthäus - Die Interaktive Fußballsimulation, também chamado de European Champions, é um jogo eletrônico de futebol desenvolvido pela empresa britânica Ocean Software, e lançado em 1993 para Commodore Amiga e MS-DOS.